# Charadrius asiaticus

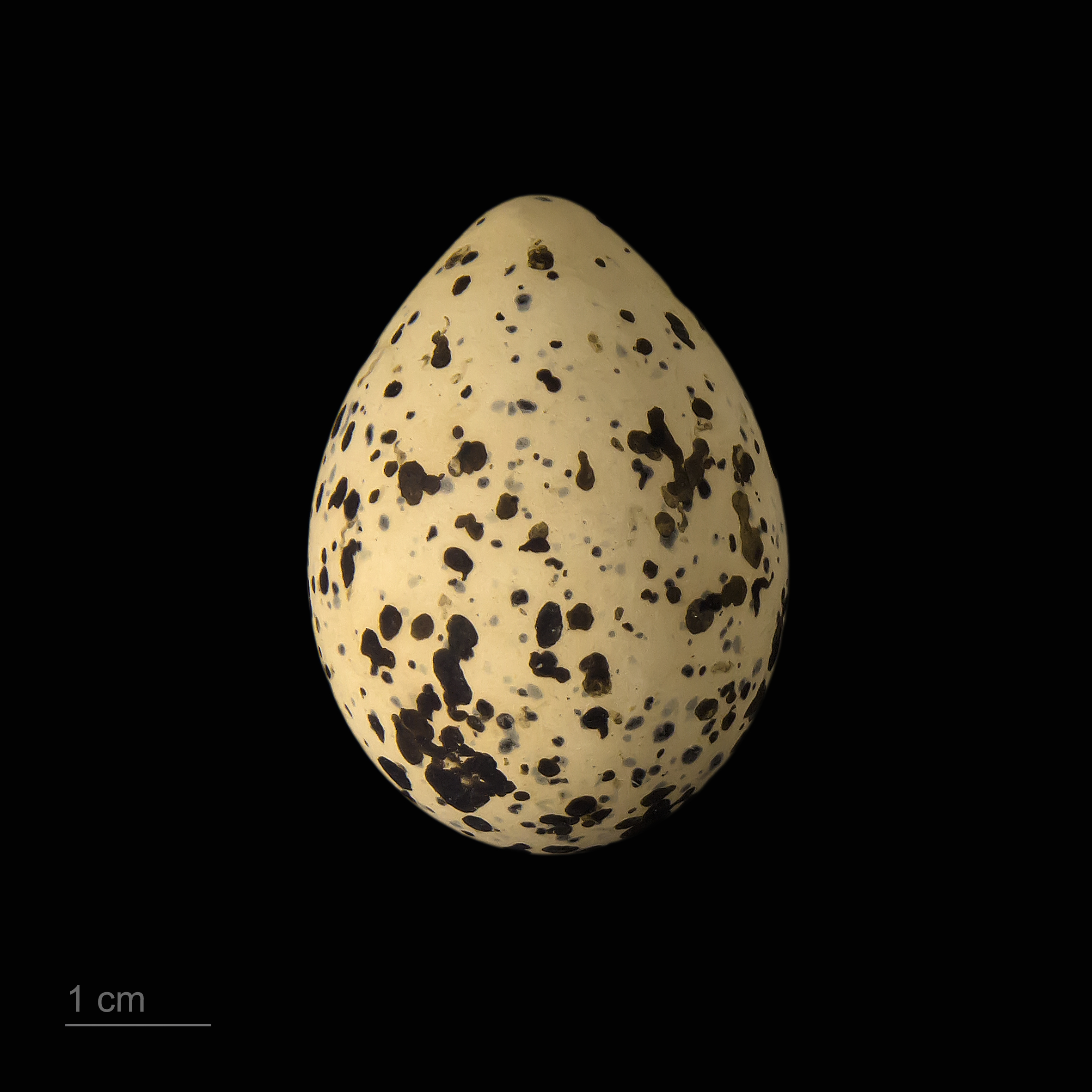
Uovo di corriere asiatico

Il corriere asiatico (Charadrius asiaticus, Pallas 1773) è un uccello della famiglia dei Charadriidae.

## Sistematica
Charadrius asiaticus non ha sottospecie, è monotipico.

## Distribuzione e habitat
Questo uccello nidifica lungo le coste del Mar Caspio, e nei pressi dei laghi del Kazakistan, Uzbekistan, Kirghizistan, Turkmenistan, Iran e della Cina nordoccidentale. Sverna nella Penisola Arabica e nell'Africa orientale e meridionale a est di un'ipotetica riga che congiunge Egitto e Camerun; è di passo in Europa centro-meridionale, Italia compresa, nel Regno Unito, in Australia, sulle isole dell'Oceano Indiano, in Turchia, Sierra Leone, Mali e Nigeria.